# Lwinkowate
Lwinkowate, zmróżkowate (Stratiomyidae) – rodzina owadów należąca do rzędu muchówek (Diptera), podrzędu krótkoczułkich (Brachycera). Obejmuje ponad 2700 opisanych gatunków o różnorodnej budowie i ubarwieniu. Larwy rozwijają się w martwej materii organicznej, pod korą lub w wodzie.

## Opis

Schemat użyłkowania skrzydła lwinkowatych. C – żyłka kostalna, Sc – żyłka subkostalna, od R1 do R5 – żyłki radialne,Rs – sektor radialny, od M1 do M4 – żyłki medialne, CuA – żyłka anterokubitalna, A1 – żyłka analna, h – żyłka poprzeczna barkowa, r-m – żyłka poprzeczna radialno-medialna, m-m – żyłka poprzeczna intermedialna, m-cu – żyłka poprzeczna medialno-kubitalna, d – komórka dyskoidalna, cup – komórka posterokubitalna.

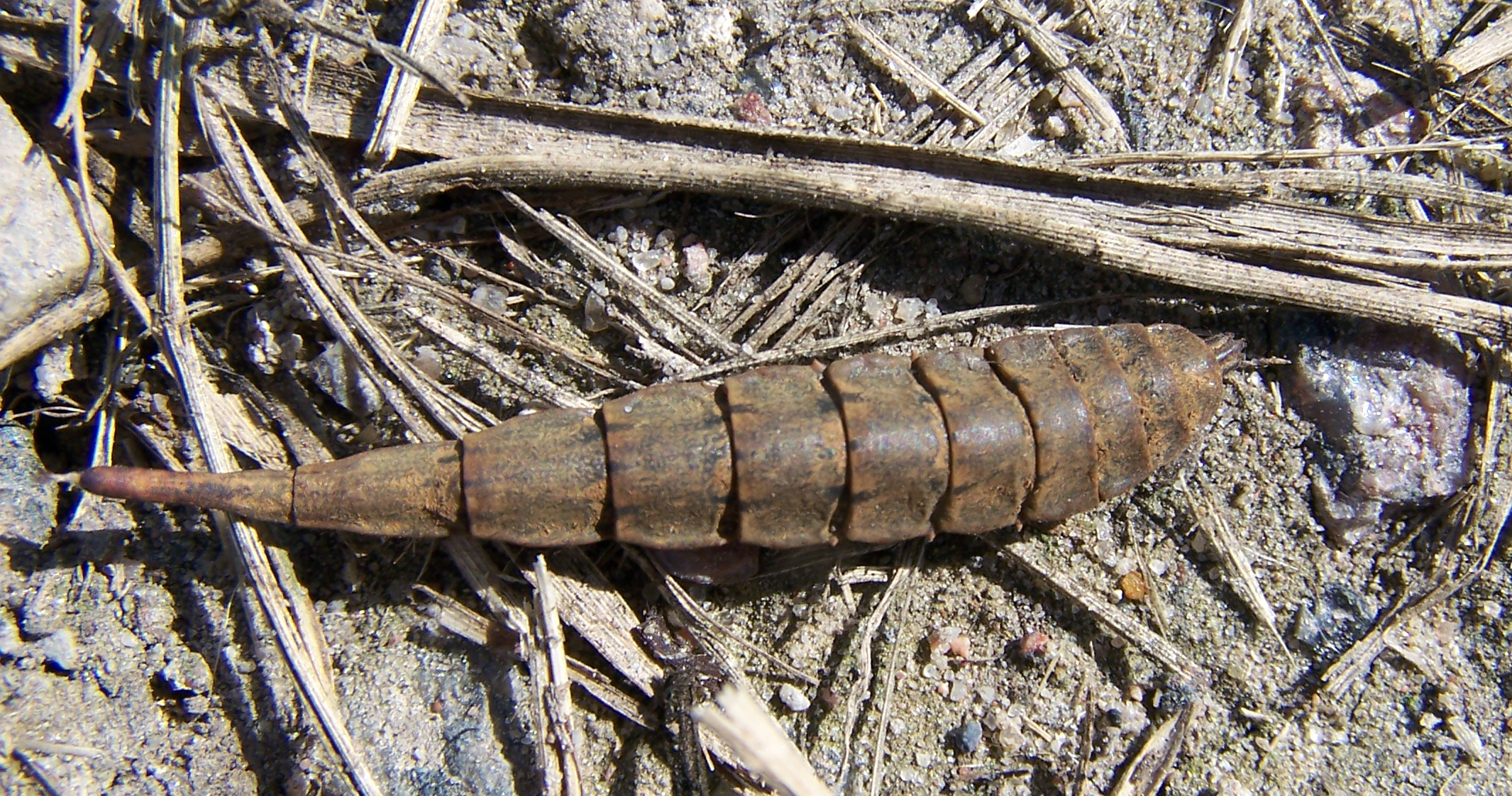
Larwa Stratiomys longicornis

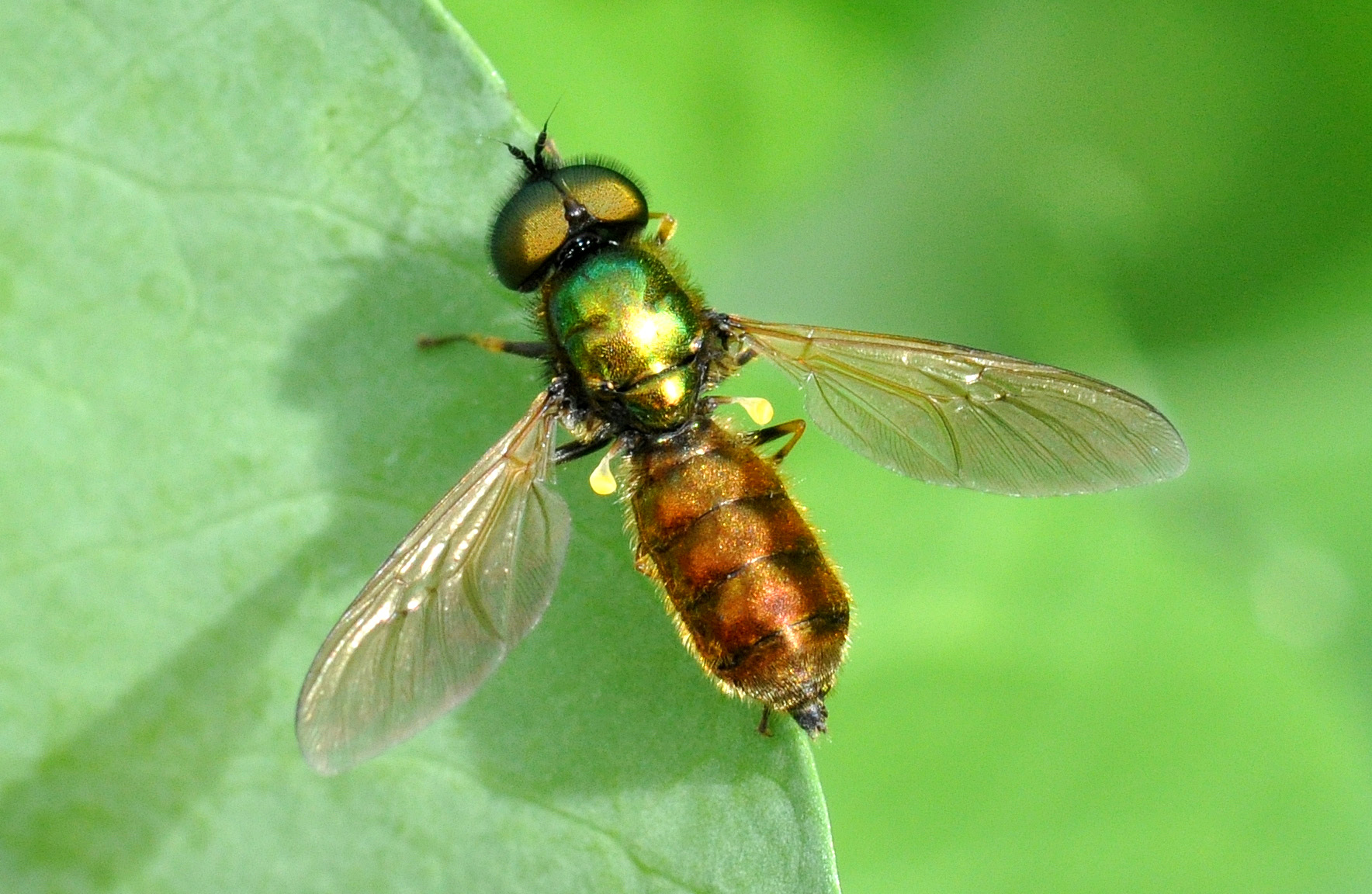
Zielonucha kształtna

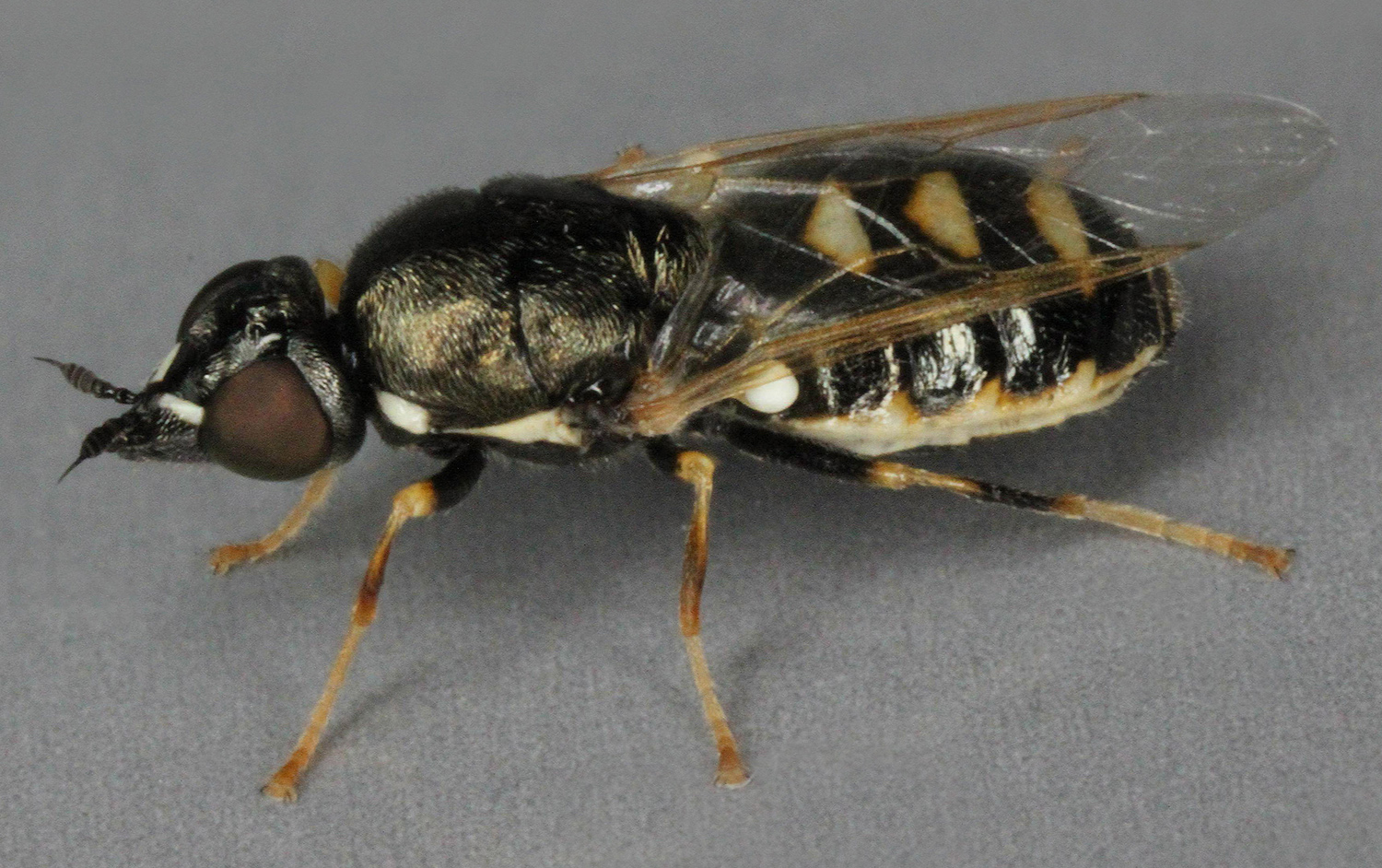
Nemotelus uliginosus

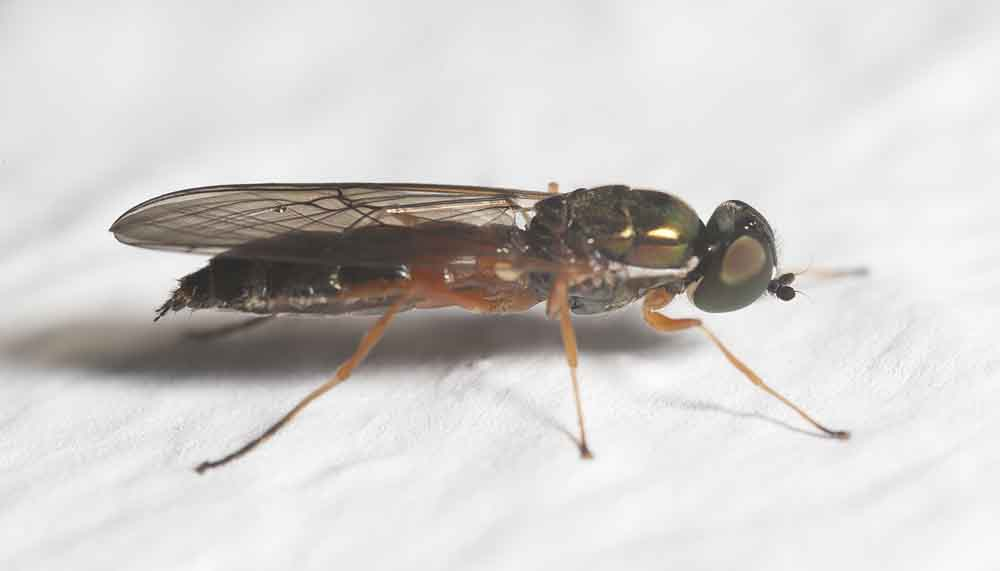
Sargus bipunctatus

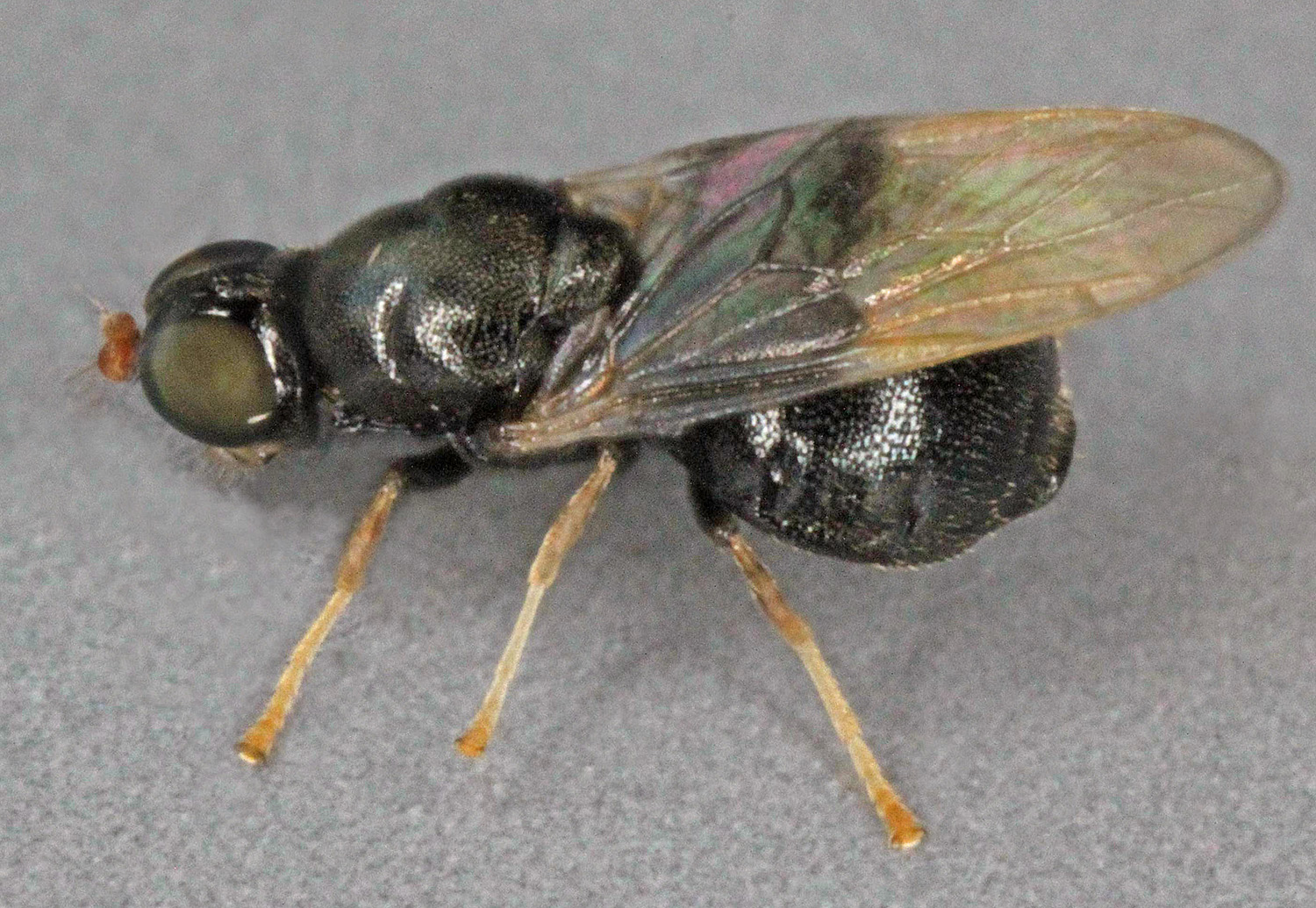
Pachygaster atra

### Owad dorosły
Muchówki o ciele długości od 2 do 28 mm, bardzo różnorodne pod względem kształtu ciała i ubarwienia. Wiele gatunków upodobnia się do os lub pszczół ubarwieniem i sposobem lotu, co jest przykładem mimikry. Ciało pozbawione jest dużych szczecin.
Głowa zwykle półkulista, rzadziej kulista, przy czym twarz może być płaska, równomiernie zaokrąglona, rzadziej guzkowana lub wyciągnięta w ryjek (rostrum). Zarówno samce, jak i samice mogą być holoptyczne lub dychoptyczne. Przyoczka najczęściej rozmieszczone są na planie trójkąta równobocznego. Czułki składają się ze zwykle krótkich nóżki i trzonka oraz rozmaicie wykształconego, 5–8-członowego biczyka, który może być dodatkowo zaopatrzony w wierzchołkową lub aristopodobną wić czułkową. Aparat gębowy cechuje się dwu-, rzadziej jednoczłonowymi głaszczkami i zwykle mięsistym labellum.
Tułów cechuje mała, półokrągła tarczka, często zaopatrzona w 2–12 kolców. Odnóża pozbawione są ostróg na goleniach; wyjątkowo drobne ostrogi występują na ich środkowej parze. Stopy zaopatrzone są w parę przylg i empodium. Skrzydła są przezroczyste, przydymione lub z wzorem, często pomarszczone. Żyłka kostalna nie obiega skrzydła dookoła, lecz kończy się w okolicy jego wierzchołka lub wcześniej. Dobrze rozwinięta komórka dyskoidalna ma kształt pięcio- lub sześciokątu. Komórka posterokubitalna jest klinowato wydłużona i zamknięta.
Odwłok rozmaitego kształtu, od krępego i krótkiego po wydłużony. Trzy do pięciu jego ostatnich segmentów jest niewidoczne wskutek wciągnięcia w głąb ciała. Samce mają stosunkowo duży aparat kopulacyjny o jednoczłonowych gonopodach. Samice mają miękkie pokładełko i 3, wyjątkowo 2 spermateki.

### Stadia rozwojowe
Larwy mają ciało spłaszczone grzbietobrzusznie, o oskórku stwardniałym, wskutek wysycenia węglanem wapnia. U gatunków występujących w Polsce długość ich ciała waha się od 2 do 50 mm. Zwykle stożkowata głowa ma trójczłonowe czułki, dobrze rozwinięte oczy, a na przedzie silnie zesklerotyzowany ryjek. Gatunkom wodnym do oddychania służy umieszczony na końcu odwłoka syfon, zabezpieczony przed zalaniem za pomocą wieńca szczecinek, a czasem jeszcze dodatkowo domykany przez płytki przetchlinkowe.
Poczwarki pozostają otoczone ostatnią wylinką larwalną, która nie tworzy jednak bobówki.

## Biologia i ekologia
Postacie dorosłe niektórych gatunków żywią się pyłkiem i chętnie odwiedzają kwiaty. Inne przysiadają na nasłonecznionych liściach lub trzymają się miejsc występowania larw. Samce niektórych gatunków wykazują terytorializm.
Larwy większości gatunków żyją w rozkładającej się materii roślinnej: ściółce, butwiejącym drewnie, nawozie czy gnijących owocach. Niektóre występują pod korą powalonych drzew. Część larw, jak w podrodzinach Striatomyinae i Nemotelinae, jest przystosowanych do życia w wodzie. Zasiedlają one szerokie spektrum habitatów: od zalanych dziupli i wód słodkich po śródlądowe solniska i gorące źródła.

## Systematyka i występowanie
Należy tu ponad 2700 opisanych gatunków, zgrupowanych w ponad 380 rodzajach. W Polsce stwierdzono 59 gatunków (zobacz: lwinkowate Polski).
Lwinkowate stanowią grupę siostrzaną pośniadkowatych. Dzielą się na podrodziny:
- Beridinae
- Chiromyzinae
- Chrysochlorininae
- Clitellariinae
- Hermetiinae
- Nemotelinae
- Pachygastrinae
- Raphiocerinae
- Sarginae
- Stratiomyinae